# Albignasee
Der Albignasee oder Lägh da l’Albigna (in Bergeller Dialekt) ist ein Stausee im schweizerischen Bergell beim Ort Vicosoprano (Graubünden). Der See liegt 2162 m ü. M. und hat eine maximale Tiefe von 108 Metern. Die Staumauer wurde 1959 fertiggestellt. Das Kraftwerk wird von Elektrizitätswerk der Stadt Zürich betrieben und wird ergänzt durch weitere Bauten der Bergeller Kraftwerke.

## Lage
Vom Weiler Pranzaira kann man den Stausee mit einer Seilbahn erreichen, oder man erklimmt die ca. 1000 Höhenmeter zu Fuss.
Der See liegt auf der Südseite des Bergells im Seitental der Albigna. Er ist oberhalb einer Steilstufe eingebettet zwischen dem Pizzo di Zocca (3173 m ü. M.), dem Piz dal Päl (2617 m ü. M.), der Punta da l’Albigna (2823 m ü. M.) und dem Piz Cacciabella (2979 m ü. M.). Im Süden des Sees reichte der Albignagletscher früher bis ans Ufer, respektive lag zu Beginn noch im See und schmolz dann ab. Bis etwa im Jahr 2000 erreichte der Gletscher knapp das See-Ende.
Der Albigna-See hat einen Nutzinhalt von etwa 70 Millionen Kubikmetern Wasser. 47 Millionen Kubikmeter stammen aus dem Einzugsgebiet der Albigna, weitere 23 Millionen Kubikmeter werden aus dem Val Forno nach Murtaira geführt und können von dort in den See hoch gepumpt werden. Zudem kann bereits turbiniertes Wasser vom Ausgleichsbecken Löbbia wieder in den Abignasee hoch gepumpt werden. Etwa 20 Millionen Kilowattstunden Strom werden für den Pumpbetrieb verbraucht, dies gegenüber einem Gesamtertrag von 460 Millionen Kilowattstunden aller Kraftwerksstufen des EWZ im Bergell.

## Geschichte
Unterhalb der heutigen Staumauer ergoss sich die Albigna in einem Wasserfall ins Tal und traf unterhalb dieser Talstufe auf die Geröllmassen, welche vom stark erodierenden Piz Bacun stammen. Dieses Geschiebe bedrohte die Gemeinde Vicosoprano. Bereits 1904 hatte darum der Geologe Albert Heim vorgeschlagen, das Wasser oberhalb des damaligen Wasserfalls auf etwa 2060 Metern durch einen Tunnel abzuleiten, um die Geschiebe-Bewegungen des Gerölls unterhalb des Wasserfalls zu verringern. Der Vorschlag wurde nicht weiter verfolgt, jedoch mit dem Bau des Staudamms in anderer Form verwirklicht.
Ein erstes Projekt für einen Albignasee aus dem Jahr 1924 hatte eine Zentrale bei Vicosoprano vorgesehen, was eine Druckleitung mit einer Nutzhöhe von 945 Metern ergab. Das Einzugsgebiet von 20,5 Quadratkilometern war damals zu knapp über der Hälfte, nämlich 11 Quadratkilometern, von Gletschern bedeckt. Die mittlere Abflussmenge hatte in den Angaben von 1924 850 Liter pro Sekunde betragen. Das projektierte Staubecken sollte mindestens 10 Millionen Kubikmeter Wasser fassen, doch war schon damals auch an den Bau eines Sees für Winterstrom gedacht worden mit einer entsprechend höheren Mauer und Speichermenge.
Anfang 1950er-Jahre erwarb das Elektrizitätswerk der Stadt Zürich die bestehenden Nutzungsrechte für die Bergeller Kraftwerke. Die Regierung des Kantons Graubünden genehmigte die Konzessionen am 13. Februar 1953. Der in der Konzession aufgeführte See hatte einen Nutzinhalt von 42 Millionen Kubikmetern. 1953 wurde dieses konzessionierte Projekt, welches noch eine Zentrale in Vicosoprano vorgesehen hatte, nach geologischen und topografischen Untersuchungen geändert in die heutige Auslegung mit der Zentrale in Löbbia. Der Albignasee wurde im ausgearbeiteten Projekt von 1954 auf einen Inhalt von 60 Millionen Kubikmeter vergrössert. Die Kronenlänge der Mauer betrug in den Plänen 755 Meter und das Mauervolumen etwa 820'000 Kubikmeter. Bei der Eröffnung am 5. September 1961 wurde von 260 Millionen Winter- und 190 Millionen Kilowattstunden Sommerenergie ausgegangen. Bei der Einweihung wurde eine Betonkubatur von fast einer Million Kubikmeter erwähnt.

## Kraftwerkszentrale Löbbia
Ein Druckstollen führt das Wasser vom Albignasee zum Wasserschloss Murtaira (Lage), wohin ebenfalls das Wasser aus der Fassung Plan Canin (Lage) im benachbarten Fornotal geleitet wird. Zwei Druckschächte verbinden das Wasserschloss mit dem Kraftwerk Löbbia(Lage), die Bruttohöhe beträgt 741 m.
Die Kraftwerkseinheit verfügt über eine installierte Leistung von 86 MW (Megawatt).

## Bilder

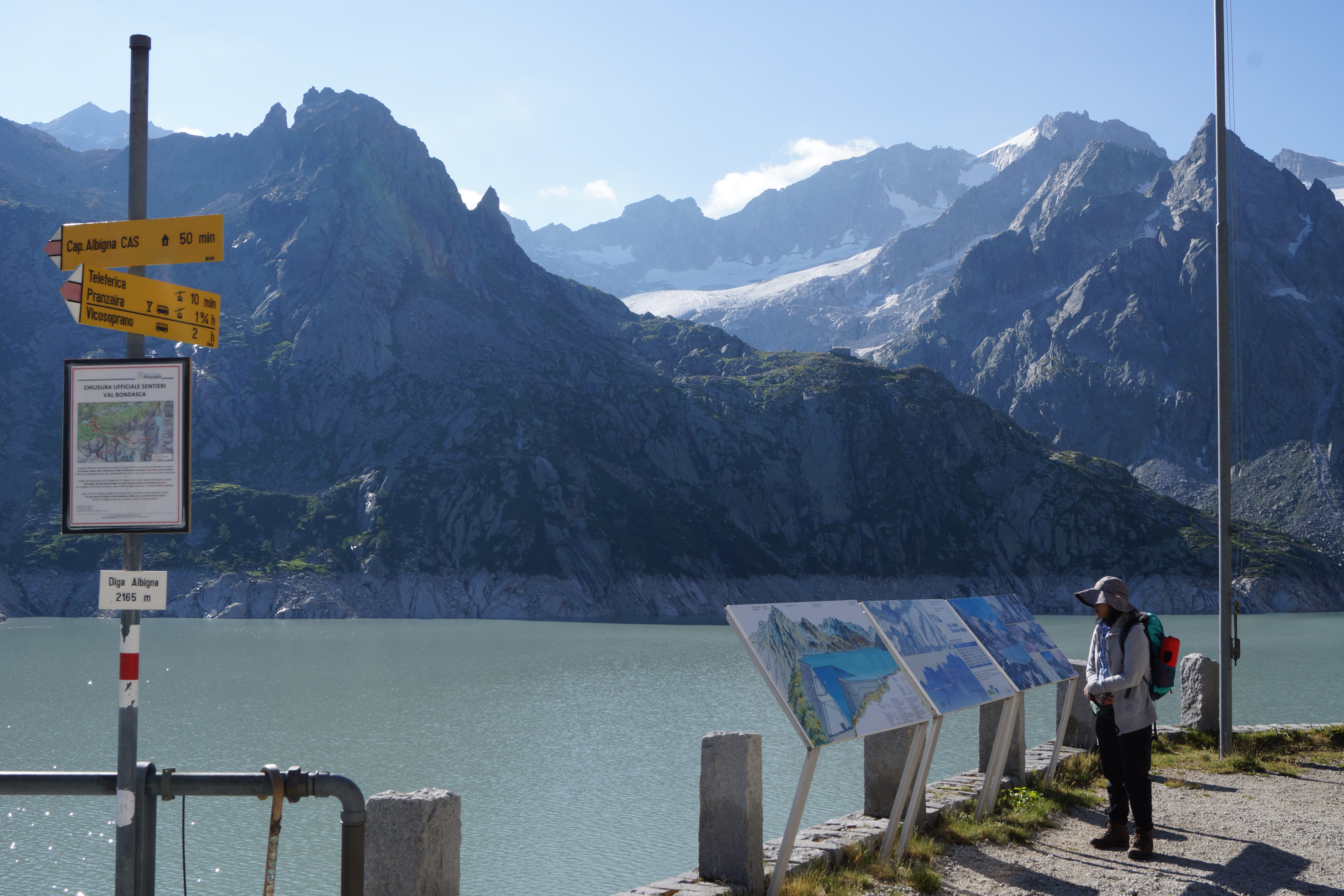
Westende der Staumauer Richtung Südost
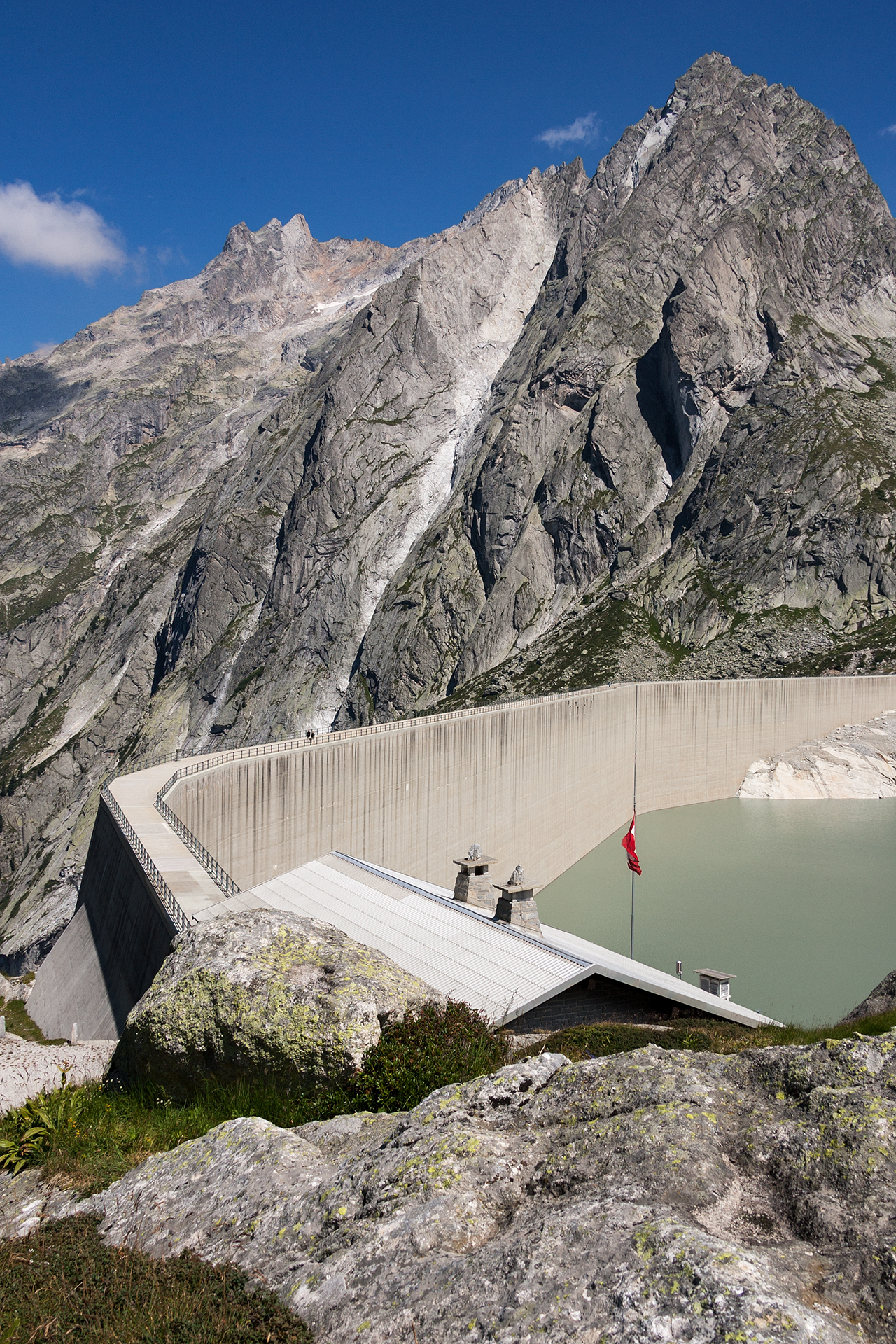
Innenseite der Staumauer bei Niedrigwasser
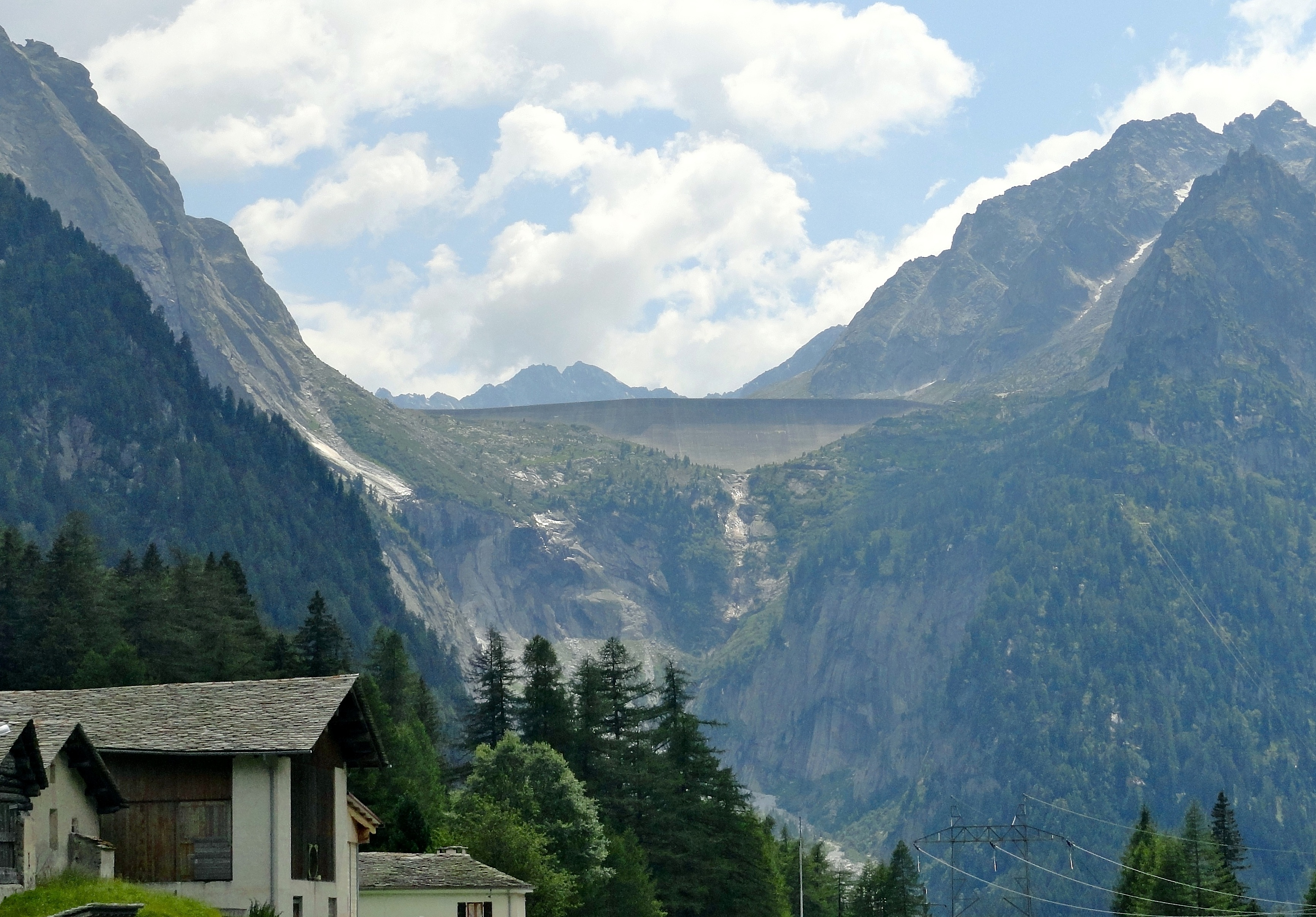
Staumauer des Albignasees aus dem Mairatal